# 何塞·特雷维诺 (1992年)
何塞·特雷维诺（Jose Trevino；1992年11月28日—）是美國職棒大聯盟的捕手，目前效力於辛辛那提紅人，他先前曾效力於遊騎兵與洋基兩隊。

## 职业生涯

### 德州游骑兵队
德州遊騎兵队在2014年大聯盟選秀會的第6轮选中了特雷维诺。他在A级短赛季西北联盟的斯波坎印第安人队守捕手、三壘和二壘等多個位置。2015年，在南大西洋A级联盟的Hickory Crawdads效力，這時球隊已視他為一名全职捕手。之後，他加入亚利桑那秋季联赛。2016年特雷维诺效力于A级高级加州联赛的高沙漠小牛队，并获得了小联盟金手套奖。
游骑兵队在2017赛季后将特雷维诺加入了他们的40人名单。
特雷维诺于2018年6月15日首次在大联盟出賽。6月16日，特雷维诺打出他的第一支大联盟安打，帶有1分打點。6月17日，他打出了职业生涯的第一个再見安打，對手是韋德·戴維斯。2018年7月20日，特雷维诺的左肩接受了手术，球季提前結束。
2019年，特雷维诺來回於小联盟AAA（纳什维尔海峡隊）和新秀级亚利桑那联盟（AZL游骑兵队）之間。5月19日至6月24日期間，他被列入伤病名单。8月2日被召回大聯盟。他在 2019赛季的打擊成績是2成58／2成72／3成83／6成55，出賽40场，打出2支全壘打和13分打点。
2020年因疫情而缩短的赛季，特雷维诺僅打了24场比赛，他的個人成績大幅削减。在2021年的89场比赛中，特雷维诺則是打出5支全壘打和30分打点，個人數據是2成39／2成67／3成40／6成07。

### 纽约洋基队
2022年4月2日，遊騎兵隊将特雷维诺交易到纽约洋基队，以换取右投手阿尔伯特·阿布雷乌和左投手罗伯特·阿尔斯特罗姆。

## 技術特點
各方對於特雷維諾的防守能力有相當好的評價，特別是在接捕和引導投手、配球策略方面。以2022年賽季的表現來看，在已經相當傑出的洋基隊先發群當中，由特雷威諾所接捕的比賽，相較隊友東岡凱爾所負責的比賽來說，失分的控制明顯更佳。另外，特雷維諾的跑速在平均之上，在捕手而言誠屬罕見。

## 个人生活
特雷维诺的父亲在他三年级时就去世了。
特雷维诺有一个儿子，取名為约西亚·克鲁兹（Josiah Cruz）。在他大联盟初登場的五天前出生。